# Heteromesus greeni
Heteromesus greeni là một loài chân đều trong họ Ischnomesidae. Loài này được Tattersall miêu tả khoa học năm 1905.